# Canto General (Theodorakis)
Der Canto General ist ein Oratorium für zwei Solostimmen, gemischten Chor und Orchester des griechischen Komponisten Mikis Theodorakis auf Texte aus dem Gedichtzyklus Canto General („Der große Gesang“) des chilenischen Dichters Pablo Neruda.

## Geschichte
Theodorakis hatte Pablo Neruda in den 1960er-Jahren in Paris kennengelernt. 1970 während seines Pariser Exils erhielt Theodorakis von Neruda, der damals chilenischer Botschafter in Frankreich war, eine offizielle Einladung nach Chile. Während dieses Besuchs hörte Theodorakis in Valparaíso eine Aufführung des durch die Gruppe Aparcoa vertonten Canto General und er beschloss spontan, einen eigenen Canto zu komponieren. Bei einem anschließenden Treffen mit dem chilenischen Präsidenten Salvador Allende und später in Paris mit Neruda ließ er sich von den beiden eine Gedicht-Auswahl für seine Vertonung vorschlagen. Bis 1974 lagen die ersten sieben Teile des Werkes vor (1–3, 6, 9, 10, 13). 1976 fügte Theodorakis dem Werk Neruda Requiem Aeternam auf einen eigenen, lateinisch-griechischen Text hinzu. 1980–81 komplettierte Theodorakis sein Werk mit fünf weiteren Teilen.
1972 verwendete Theodorakis verschiedene Melodien des Canto General für den Soundtrack des Filmes Der unsichtbare Aufstand. Die Musik wurde dort von der Gruppe Los Calchakis teilweise auf traditionellem lateinamerikanischem Instrumentarium eingespielt.
Für 1973 plante Theodorakis mit dem Oratorium eine Tournee durch verschiedenen Länder Amerikas, Neruda selbst sollte bei den Aufführungen seine Gedichte vortragen. Sechs Teile des Werks wurden in einer instrumentalen Urfassung für Volksliedorchester sowie mit Arja Sajonmaa und Petros Pandis als Sänger aber noch ohne Chor u. a. in Buenos Aires und Mexiko-Stadt aufgeführt. Die Teilnahme Nerudas scheiterte an dessen Krebserkrankung, die Aufführung in Nerudas Heimatland Chile musste abgesagt werden, weil dort am 11. September die gewählte Regierung Allende durch den Militärputsch Pinochets gestürzt wurde. Der geplante Aufführungsort, das Estadio Nacional de Chile, wurde von den Militärs in ein KZ-artiges Gefangenenlager umgewandelt. Neruda erlag am 23. September 1973 seiner Krankheit, nur 12 Tage nach dem Putsch. 
Die ersten sechs Teile des Oratoriums konnten dann in ihrer final orchestrierten Fassung am 7. September 1974 beim Pressefest der Humanité in Paris uraufgeführt werden, und kurz darauf (1975) nach dem Ende der griechischen Militärdiktatur in Athen. Die Uraufführung des vollständigen Werks fand am 4. April 1981 in Ost-Berlin statt.
Die erste Aufführung des Canto General in Chile fand nach dem Ende der Militärdiktatur im April 1993 im Teatro Monumental von Santiago unter der Leitung des Komponisten sowie von Franz-Peter Müller-Sybel und mit den Solisten Arja Saijonmaa sowie Petros Pandis statt.

## Zur Musik
Im Gegensatz zur Filmmusik für Der unsichtbare Aufstand bemüht sich Theodorakis beim Canto General nicht um eine Imitation des südamerikanischen Instrumentalklangs. Vielmehr bedient er sich seiner eigenen, sozial motivierten Tonsprache, die in der traditionellen griechischen Musik wurzelt, was ihren Ausdruck auch in der Verwendung der Bouzouki im Orchester findet. Das Werk ist in einer einfachen, dreiklangorientierten Harmonik gehalten und besticht durch seine Rhythmik, die viele Modelle aus griechischen Tänzen aufnimmt. 
Während die großen Texte des Canto General wie die Chöre eines Oratoriums zu betrachten sind und vor allem durch ihre Monumentalität wirken, überwiegt in den später vollendeten, choralartigen kleineren Teilen das lyrische Element.

## Aufbau
1. Algunas bestias – Einige Tiere[1]
2. Voy a vivir (1949) – Ich werde leben
3. Los libertadores – Die Befreier
4. A mi partido – An meine Partei
5. Lautaro – Lautaro
6. Vienen los pájaros – Die Vögel erscheinen
7. Sandino – Sandino
8. Neruda Requiem Aeternam – Requiem für Neruda (Gedicht von Mikis Theodorakis)
9. La United Fruit Co. – Die United Fruit Co.
10. Vegetaciones – Pflanzenreiche
11. Amor América (1400) – Amerikaliebe
12. A Emiliano Zapata – Auf Emiliano Zapata
13. América insurrecta (1800) – Aufständisches Amerika

Aufführungsdauer: ca. 110 Minuten

## Besetzung
Mezzosopran, Bariton, Chor, 3 Bouzoukis (oder Flöten), Schlagwerk (5 Spieler), 3 Gitarren, 2 Klaviere, E-Bass (oder Kontrabass)

## Bearbeitungen
Sechs Teile des Werkes liegen seit 1998 in einer Bearbeitung für Solisten, Chor und Sinfonieorchester von Henning Schmiedt und Jens Naumilkat vor. Die Uraufführung dieser sinfonischen Fassung fand 1998 in Linz mit dem Bruckner Orchester und dem Chor Ad Libitum aus St. Valentin (NÖ) unter der Leitung des Komponisten statt. Sie ist bislang noch nicht auf Tonträger erhältlich. Ein weiterer, siebenter Teil (Los Libertadores) wurde 2005 von Yannis Samprovalakis orchestriert und am 24. März 2006 im Konzerthaus Thessaloniki vom Staatsorchester Thessaloniki und der Solistin Maria Farantouri unter der Leitung von Myron Michailidis uraufgeführt.
Das Oratorium war auch Grundlage eines Handlungsballetts des Choreographen Harald Wandtke, das am 14. Mai 1989 in Ost-Berlin (Palast der Republik) uraufgeführt wurde.
Eine weitere Ballettbearbeitung des Canto General vom Choreographen Rei Bara wurde 2005 im Rahmen des Griechischen Festivals im Athener Iródion aufgeführt und 2006 in der Griechischen Nationaloper (Ethniki Lyriki Skini) Athen wiederholt.
Eine weitere Bearbeitung des Canto General schuf die Gruppe Quijote (Sabine Kühnrich, Ludwig Streng, Wolfram Hennig-Ruitz) aus Chemnitz. Sabine Kühnrich und Ludwig Streng dichteten sieben Teile des Werkes (1; 2; 3; 8; 9; 10; 13) in deutscher Sprache nach. Die kammermusikalische Bearbeitung für 3 Stimmen (Alt, zwei Baritone), Klavier und Gitarre, ergänzt durch Flöte und Bouzouki besorgte Ludwig Streng. Die Uraufführung dieser Fassung fand am 22. September 2013 statt.

## Tonträger
Der Canto General liegt in verschiedenen Einspielungen vor:
- Eine erste Studioeinspielung von 1974 enthielt die vier Teile Vienen los Pájaros, América Insurrecta, Vegetaciones und Los Libertadores. Mitwirkende waren Maria Farantouri und Petros Pandis, Les Percussions de Strasbourg und der Chœur National de France (Leitung Jacques Grimbert). Die Gesamtleitung hatte Mikis Theodorakis.
- „The original live recording“, mit Maria Farantouri und Petros Pandis am 13. und 16. August 1975 in Piräus und Athen aufgenommen, besteht aus den sieben bis dahin vorliegenden Sätzen plus einer Einführung, gesprochen von dem Schauspieler Manos Katrakis.
- Der Live-Mitschnitt einer Aufführung vom 14. Februar 1980 beim 10. Festival des politischen Liedes im Palast der Republik, Berlin, mit Maria Farantouri, Heiner Vogt und dem Rundfunkchor Berlin, Dirigent war Theodorakis, besteht aus denselben sieben Sätzen, ergänzt durch die historische Aufnahme einer Lesung von Amor América, gesprochen von Pablo Neruda.
- Die Ersteinspielung der vollständigen, 13-teiligen Fassung entstand 1981 als Live-Aufnahme in der Olympiahalle in München. Sie wurde eingespielt mit Maria Farantouri, Petros Pandis, dem schwedischen St. Jakobs Chor und dem Stockholm Orchester. Dirigiert hat Mikis Theodorakis: es ist in der Tat die musikalische Integrale, die Theodorakis komponiert hat.
- Eine Aufnahme des Hamburger Sängerhaufens unter der Leitung von Irmgard Schleier vom 28. und 29. September 1985 mit den Solisten Arja Saijonmaa und Petros Pandis enthält neun Titel.
- Eine weitere Gesamtaufnahme entstand 1989 als bisher einzige vollständige Studioproduktion in Ost-Berlin für die Ballettfassung. Es wirkten mit: Alexandra Papadjiakou, Frangiskos Voutsinos, der Rundfunkchor Berlin und ein Instrumentalensemble unter der Leitung von Loukas Karytinos.
- Eine Aufnahme der Singakademie Chemnitz unter der Leitung von Franzpeter Müller-Sybel mit Bettina Weichert und Heiner Vogt als Solisten  aus dem Jahr 1999 enthält die sieben Sätze der Erstfassung und A Mi Partido.
- Eine Aufnahme des Oldenburger Chores bundschuh plus (11. und 12. November 2005 in der Garnisonkirche Oldenburg) unter Leitung von Robert Brüll mit Annekatrin Kupke (Alt) und Can Tufan (Bariton) enthält die sieben Sätze der Erstfassung sowie A mi partido (gesungen von Can Tufan) und Amor América (gesungen von Annekatrin Kupke). Zusätzlich werden die Texte von Eva-Maria Pichler in deutscher Sprache vorgetragen.
- Eine Aufnahme aus dem Jahr 2014 (Wien) ist die vollständige, 13-teilige Fassung. Dirigent: Leopold Griessler, Solisten: Julia Schilinski und Sergio Cattaneo, Chor der Erste Bank und evangelische Chöre aus Niederösterreich, Chorleitung: Sybille von Both. Orquestra de nuestra tierra. DoppelCD, Gramola 99025.

## Film
- Canto General – Der große Gesang von Pablo Neruda und Mikis Theodorakis (Länge: 40 Minuten), Regie & Buch: Joachim Tschirner, Fachberatung und Übersetzungen: Asteris Kutulas, Kamera: Rainer M. Schulz, DEFA Dokumentarfilmstudio 1983. Der Film zeichnet die parallelen Biografien der beiden Künstler nach bis zu ihrer Begegnung und der Entstehung des Oratoriums. (Schwarz-Weiß-Film, künstlerisch aufwändig mit einer 35-mm Kamera gedreht.)